# Джарон Ланьє
Джаро́н Ланьє́ (англ. Jaron Zepel Lanier; нар. 3 травня 1960 року, Нью-Йорк, США) — науковець в галузі інформатики, спеціаліст із питань візуалізації даних, автор терміна «віртуальна реальність», футуролог, письменник, композитор, концептолог, філософ, діджераті (англ. digerati). Енциклопедія «Британіка» включила його у список 300 найвидатніших винахідників в історії людства.

## Біографічні дані
Народився у Нью-Йорку в сім'ї євреїв-емігрантів, вихідців з Європи, за фахом — піаністки й ученого-письменника. Його мати пережила концтабір у Відні, а родина батька емігрувала з України, щоб уникнути погромів. Сім'я згодом перебралась у місто Месілла (англ. Mesilla, New Mexico) у штаті Нью-Мексико. У віці 9 років Джарон втратив матір (загинула в автокатастрофі). Він ріс самотнім, ексцентричним і відчуженим, поглинутим своїми власними фантазіями, пристрастю до музики та нескінченними амбітними науковими проектами. Школа швидко набридла йому й у віці 13 років він її покинув.
У тому ж році Ланьє, не зважаючи на вік, отримав дозвіл на навчання в Університеті Нью-Мексико (англ. New Mexico State University), де познайомився з відомими вченими Марвіном Мінським й Клайдом Томбо, яких зацікавили його ідеї щодо віртуальної реальності. Це і дало можливість йому швидко пройти навчальні курси випускного рівня. У 1975 році отримав дослідницький грант Національного наукового фонду на вивчення математичної нотації, у 1979 році як студент-дослідник отримав грант на дослідження цифрових відеосимуляторів для навчальних потреб.
З 1980 року займався створенням відеоігор як незалежний розробник. У 1983 році став звукоінженером-композитором й розробником фірми Atari, брав участь у розробці музичної відеогри «Moondust» для 8-розрядних комп'ютерів на базі мікропроцесора MOS Technology 6502. У 1984 році опублікував у «Scientific American» статтю про візуальну мову програмування, у тому ж році разом з колишнім колегою по роботі в компанії Atari Томасом Ціммерманом (англ. Thomas G. Zimmerman) заснував фірму «VPL Research» (від англ. Visual Programming Language). Компанії вдалось укласти контракт з NASA на дослідження у сфері «наглядної комунікації». За період існування максимальний річний обіг фірми становив $6 млн, однак у 1990 році компанія збанкрутувала. У 1999 році компанія Sun Microsystems викупила у Ланьє право на патенти, що стосувались візуального програмування та графіки.
У 1990-х роках викладав у Колумбійському університеті, школі мистецтв Нью-Йоркського університету, був головним науковим співробітником проекту «Інтернет2» (1997—2001). У 2001—2004 роках — науковий консультант компанії Silicon Graphics. На початку 2000-х років, вивчаючи проблематику баз даних, прийшов до висновку про необхідність специфічної візуалізації складних моделей, наприклад у вигляді віртуальних міст, отриманих проеціюванням даних на тривимірний простір.
У 2006—2009 роки — співробітник Microsoft Research (MSR) підрозділу корпорації Microsoft, працював над проектом Kinect. У 2010 році потрапив до списку Time 100 — «ста найвпливовіших людей року».